# Orthocarpus bracteosus
Orthocarpus bracteosus är en snyltrotsväxtart som beskrevs av George Bentham. Orthocarpus bracteosus ingår i släktet Orthocarpus och familjen snyltrotsväxter. Inga underarter finns listade i Catalogue of Life.